# Čistá práce
Čistá práce (The Bank Job) je britsko-americké akční drama Rogera Donaldse z roku 2008. Film je natočen podle skutečné události, která se stala v Londýně počátkem 70. let 20. století.

## Děj
Děj se odehrává roku 1971 ve východním Londýně. Terry Leather provozuje opravnu aut, která však dlouhodobě prodělává, a Terrymu už drobné krádeže nestačí ke splácení dluhů. Dávná přítelkyně Martine Love mu nabídne cestu ven - pomoci vykrást banku Lloyd Bank, která má být na týden kvůli předělávce bezpečnostních systémů nehlídaná. Terry nabídku přijme a s partou věrných přátel se prokope podzemím do banky. Během loupeže je však zachytí na vysílačku amatérský radista a udá je na policii. Celou akci zároveň od začátku sledují agenti MI5. Ti z bankovního sejfu potřebují ukrást pornografické fotky princezny Margarety a drogového bosse Michaela X, které by si jinak mohly dostat na veřejnost. Zároveň jde po Terryho týmu i zdejší majitel bordelů Lew Vogel, který unese Terryho přátele Eddieho a Davea, přičemž Davea po krutém mučení zabije. Terry vymění fotky s členy MI5 za nové doklady pro celý svůj tým a policii zase předá Lewovu knihu úplatků. Michael X, vůdce gangu Černá síla, je nakonec zatčen a následně oběšen za vraždu Gale Bensonové.

## Obsazení
| Terry Leather | Jason Statham          |
| Martine Love  | Saffron Burrows        |
| Kevin Swain   | Stephen Campbell Moore |
| Dave Shiling  | Daniel Mays            |
| Guy Singer    | James Faulkner         |
| Bambas        | Alki David             |
| Eddie Burton  | Michael Jibson         |
| Ingrid Burton | Georgia Taylor         |

| Tim Everett   | Richard Lintern    |
| Miles Urquart | Peter Bowles       |
| Philip Lisle  | Alistair Petrie    |
| Gale Benson   | Hattie Morahan     |
| Snow          | Julian Lewis Jones |
| Quinn         | Andrew Brooke      |
| Lord Drysdale | Rupert Fraser      |
| Mountbatten   | Christopher Owen   |